# Il fabbro del convento (film 1922)
Il fabbro del convento è un film muto italiano del 1922 diretto da Vincent Dénizot.